# Екс сюр Виен
Екс сюр Виен (на френски: Aixe-sur-Vienne) е община в департамент От Виен, регион Нова Аквитания, Франция. Има население от 5835 души и обща площ от 22,85 km². Намира се на 190 – 343 m надморска височина. Пощенският ѝ код е 87700.